# Le Châtenet-en-Dognon
Le Châtenet-en-Dognon (tiếng Occitan: Lo Chastanèt) là một xã của tỉnh Haute-Vienne, thuộc vùng Nouvelle-Aquitaine, miền trung nước Pháp.